# 기타사이타마군

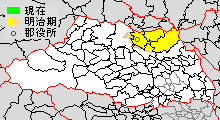
사이타마현 기타사이타마군의 범위 (연노랑: 나중에 다른 군에서 편입된 구역)

기타사이타마군(일본어: 北埼玉郡, きたさいたまぐん)은 사이타마현에 존재했던 옛 군이다.

## 군역
현재의 행정 구역 상 아래 구역에 해당한다.
- 교다시(전역)
- 하뉴시(전역)
- 가조시(이가후쿠로를 제외한 전역)
- 고노스시(모토아라강 이북. 구 가와사토정에 해당)
- 구마가야시(일부)

## 역사
- 1879년 3월 17일 - 군구정촌 편제법의 시행으로, 사이타마현의 5정 188촌의 구역으로 행정 구역 기타사이타마군(北埼玉郡) 출범.
- 1889년 4월 1일 - 정촌제 시행으로, 아래의 정촌이 발족.(4정 52촌)

- 가미추조촌(上中条村), 이마이촌 (사이타마현)(今井村), 오조네촌(小曽根村), 오쓰카촌 (사이타마현)(小曽根村): 현 구마가야시
- 기타가와라촌(北河原村): 현 교다시
- 미나미카와라촌(南河原村): 현 교다시
- 나리타촌(成田村): 현 구마가야시
- 스카촌(須加村): 현 교다시
- 호시카와촌(星河村): 현 교다시
- 호시미야촌(星宮村): 현 교다시
- 아라키촌(荒木村): 현 교다시
- 모치다촌(持田村): 현 교다시
- 오이촌(太井村: 현 구마가야시, 고노스시, 교다시
- 오시정(忍町): 현 교다시
- 나가노촌(長野村): 현 교다시
- 시모오시촌(下忍村): 현 교다시, 고노스시
- 오타촌(太田村): 현 교다시
- 마나이타촌(真名板村), 도마촌(藤間村), 세키네촌(関根村): 현 교다시
- 사키타마촌(埼玉村): 현 교다시
- 히로타촌(広田村): 현 고노스시
- 굿스촌(屈巣村): 현 고노스시
- 가사하라촌(笠原村): 현 고노스시
- 신고촌(新郷村): 현 하뉴시
- 가와마타촌(川俣村): 현 하뉴시
- 이와세촌(岩瀬村): 현 하뉴시
- 하뉴정(羽生町): 현 하뉴시
- 스카게촌(須影村): 현 하뉴시
- 이이즈미촌(井泉村): 현 하뉴시
- 무라키미촌(村君村): 현 하뉴시
- 기타오기시마촌(北荻島村), 나카테코바야시촌(中手子林村): 현 하뉴시
- 데코바야시촌(手子林村): 현 하뉴시
- 시다미촌(志多見村): 현 가조시
- 교와촌(共和村): 현 고노스시
- 다가야촌(田ヶ谷村): 현 가조시
- 기사이정(騎西町): 현 가조시
- 다나다레촌(種足村): 현 가조시
- 다카야나기촌(高柳村): 현 가조시
- 라이하촌(礼羽村): 현 가조시
- 후도오카촌(不動岡村): 현 가조시
- 미타카야촌(三田ヶ谷村): 현 하뉴시
- 오고에촌(大越村): 현 가조시
- 히야리카와촌(樋遣川村): 현 가조시
- 미쓰마타촌(三俣村): 현 가조시
- 가조정(加須町): 현 가조시
- 고구키촌(鴻茎村): 현 가조시
- 미즈후카촌(水深村): 현 가조시
- 오쿠와촌(大桑村): 현 가조시
- 도요노촌(豊野村): 현 가조시
- 하라미치촌(原道村): 현 가조시
- 겐와촌(元和村): 현 가조시
- 히가시촌(東村): 현 가조시
- 무기쿠라촌(麦倉村): 현 가조시
- 가와베촌(川辺村): 현 가조시
- 일부 지역은 오사토군 사야다촌(현 구마가야시)의 일부가 되었다.

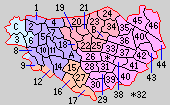
1.기타가와라촌 2.미나미카와라촌 3.나리타촌 4.스카촌 5.호시카와촌 6.호시미야촌 7.아라키촌 8.모치다촌 9.오이촌 10.오시정 11.나가노촌 12.시모오시촌 13.사키타마촌 14.히로타촌 15.굿스촌 16.가사하라촌 17.신고촌 18.가와마타촌 19.이와세촌 20.하뉴정 21.스카게촌 22.이이즈미촌 23.무라키미촌 24.데코바야시촌 25.시다미촌 26.교와촌 27.다가야촌 28.기사이정 29.다나다레촌 30.다카야나기촌 31.라이하촌 32.후도오카촌 33.미타카야촌 34.오고에촌 35.히야리카와촌 36.미쓰마타촌 37.가조정 38.고구키촌 39.미즈후카촌 40.오쿠와촌 41.도요노촌 42.하라미치촌 43.겐와촌 44.히가시촌 45.무기쿠라촌 46.가와베촌 A.오타 조합촌 B.나카지마 조합촌 C.주조 조합촌 (보라:교다시 분홍:가조시 빨강:하뉴시 귤색:고노스시 하늘색:구마가야시)

- 1893년 5월 27일 - 무기쿠라촌이 도시마촌(利島村)으로 개칭.
- 1901년
  - 10월 15일 - 오타 조합촌(오타촌, 마나이타촌, 도마촌, 세키네촌)이 합병해서, 새로이 오타촌(太田村)이 발족.(4정 49촌)
  - 10월 25일 - 나카지마 조합촌(기타오기시마촌, 나카테코바야시촌)이 합병하여 나카지마촌(中島村)이 발족.(4정 48촌)
- 1909년 8월 14일 - 주조 조합촌(가미추조촌, 이마이촌, 오조네촌, 오쓰카촌)이 합병하여 주조촌(中条村)이 발족.(4정 45촌)
- 1927년 4월 1일 - 나리타촌이 오사토군 구마가야정에 편입되어, 군에서 이탈.(4정 44촌)
- 1928년 11월 1일 - 후도오카촌이 정제 시행으로 후도오카정(不動岡町)이 됨.(5정 43촌)
- 1937년 4월 1일 - 나가노촌·호시카와촌·모치다촌이 오시정에 편입.(5정 40촌)
- 1943년
  - 2월 1일 - 나카지마촌이 데코바야시촌에 편입.(5정 39촌)
  - 4월 1일 - 기사이정·다나다레촌·다카야나기촌·다가야촌·고구키촌이 합병하여, 새로이 기사이정(騎西町)이 발족.(5정 35촌)
- 1946년 5월 1일 - 기사이정의 일부로 다시 다가야촌·다나다레촌·다카야나기촌·고구키촌이 재설치됨.(5정 39촌)
- 1949년 5월 3일 - 오시정이 시제 시행으로 오시시(忍市)가 되어 군에서 이탈. 오시시는 같은 날 교다시(行田市)로 개칭.(4정 39촌)
- 1954년
  - 3월 31일(4정 34촌)
    - 기타가와라촌·스카촌·아라키촌이 교다시에 편입.
    - 히로타촌·굿스촌·교와촌이 합병하여 가와사토촌이 발족.

  - 4월 1일 - 주조촌이 구마가야시에 편입.(4정 33촌)
  - 5월 3일 - 가조정·후도오카정·히야리카와촌·미쓰마타촌·라이하촌·시다미촌·미즈후카촌·오쿠와촌이 합병하여 가조시(加須市)가 발족, 군에서 이탈.(2정 27촌)
  - 7월 1일(2정 25촌)
    - 사키타마촌이 교다시에 편입.
    - 가시하라촌이 기타아다치군 고노스정·다마미야촌·미다촌·마무로촌과 합병해, 새로이 기타아다치군 고노스정이 발족, 군에서 이탈.

  - 9월 1일 - 하뉴정·신고촌·스카게촌·이와세촌·가와마타촌·이이즈미촌·데코바야시촌이 합병하여 하뉴시(羽生市)가 발족, 군에서 이탈.(1정 19촌)
  - 10월 1일 - 가사이정·다가야촌·다나다레촌·고구키촌이 합병하여, 새로이 기사이정(騎西町)이 발족.(1정 16촌)
- 1955년(昭和30年)
  - 1월 1일(1정 12촌)
    - 미타카야촌·무라키미촌이 합병하여 지요다촌(千代田村)이 발족.
    - 하라미치촌·겐와촌·히가시촌·도요노촌이 합병하여 오토네촌(大利根村)이 발족.

  - 3월 20일 - 다카야나기촌이 기사이정에 편입.(1정 11촌)
  - 4월 1일 - 도시마촌·가와베촌이 합병하여 기타카와베촌(北川辺村)이 발족.(1정 10촌)
  - 7월 20일 - 호시미야촌이 교다시에 편입.(1정 9촌)
  - 9월 30일 - 오타촌의 일부는 구마가야촌, 일부는 교다시, 일부는 기타아다치군 후키아게정(현 고노스시)에 분할편입.(1정 8촌)
  - 10월 1일 - 시모오시촌이 기타아다치군 후키아게정과 합병하여 새로이 기타아다치군 후키아게정(현 고노스시)가 발족, 군에서 이탈.(1정 7촌)
- 1957년
  - 1월 1일 - 오고에촌이 가조시에 편입.(1정 6촌)
  - 3월 31일 - 오타촌이 교다시에 편입.(1정 5촌)
- 1959년 4월 1일 - 지요다촌이 하뉴시에 편입.(1정 4촌)
- 1971년
  - 1월 1일 - 오토네촌이 정제 시행으로 오토네정(大利根町)이 됨.(2정 3촌)
  - 4월 1일 - 기타카와베촌이 정제 시행으로 기타카와베정(北川辺町)이 됨.(3정 2촌)
- 2001년(平成13年)5월 1일 - 사와사토촌이 정제 시행으로 가와사토정(川里町)이 됨.(4정 1촌)
- 2005년(平成17年)10월 1일 - 가와사토정이 고노스시에 편입.(3정 1촌)
- 2006년(平成18年)1월 1일 - 미나미카와라촌이 교다시에 편입.(3町)
- 2010년(平成22年)3월 23일 - 오토네정·기사이정·기타카와베정이 가조시와 합병해, 새로이 가조시(加須市)가 발족. 기타사이타마군이 소멸. 가나가와현에서는 1896년 군의 재편 이후 처음으로 소멸한 군이 되었다.

## 같이 보기
- 사이타마군
- 미나미사이타마군